# Звёздочки на земле
«Звёздочки на земле» (хинди तारे ज़मीन पर, Taare Zameen Par) — индийский (болливудский) драматический фильм 2007 года, режиссёрский дебют Аамира Хана. Сюжет рассказывает о том, как мальчик с дислексией смог преодолеть трудности в учебе с помощью понимающего учителя.

## Сюжет
Восьмилетний Ишан Авасти с детства  отличается от остальных. Ему с трудом дается то, что у других получается с легкостью, при всем старании он не может ни читать, ни писать. Мир не понимает Ишана, как и его собственные родители. Достигнув предела своего терпения, суровый и бескомпромиссный отец отсылает сына в школу-интернат, надеясь, что строгая дисциплина сделает мальчика более усердным в учёбе. Лишённый привычного окружения, даже несмотря на найденного друга, Ишан страдает ещё больше, чем прежде.
Все меняется, когда в жизни Ишана появляется временный учитель рисования Рам Никумбх, распознавший у мальчика симптомы дислексии, поскольку сам в детстве страдал от подобного недуга. Никумбх находит подход к Ишану, учит его чтению и письму, возвращает ему веру в себя, и тот меняется.

## В ролях
- Даршил Сафари — Ишан Авасти
- Аамир Хан — Рам Шанкар Никумбх («господин Никубх»)
- Тиска Чопра — Майя Авасти, мать Ишана
- Випин Шарма — Нандкишор Авасти, отец Ишана
- Сачет Энджинир — Йохан Авасти, старший брат Ишана
- Шанкар Сачдев — Мистер Тивари, учитель в интернате
- Бугс Бхаргава — Мистер Сен, Учитель в интернате
- Гуркиртан Чаухан — Дежурный в интернате
- Маарай Кришна Рейна - Директор интерната, отец Раджана
- Рави Ханвилкар — Мистер Холкар, учитель рисования в интернате
- Танай Чхеда — Раджан Дамодаран, ученик в интернате
- Мегна Малик — Виктория, учитель

## Саундтрек
Вся музыка написана Трио композиторов Шанкар-Эхсан-Лой.
| №  | Название           | Исполнители                                           | Длительность |
| -- | ------------------ | ----------------------------------------------------- | ------------ |
| 1. | «Taare Zameen Par» | Шанкар Махадеван, Доминик Сережу, Вивьен Поча         | 7:08         |
| 2. | «Kholo Kholo»      | Раман Махадеван                                       | 5:01         |
| 3. | «Bum Bum Bole»     | Шаан, Аамир Хан                                       | 5:32         |
| 4. | «Jame Raho»        | Вишал Дадлани                                         | 2:59         |
| 5. | «Maa»              | Шанкар Махадеван                                      | 5:14         |
| 6. | «Bheja Kum»        | Весь режиссёрский состав, включая Аамира Хана         | 2:07         |
| 7. | «Mera Jahan»       | Аднан Сами, Ауриэль Кордо, Ананья Вардкар, Амол Гупте | 6:32         |
| 8. | «Ishaan's Theme»   | Лой Мендоса, Шанкар Махадеван, Эхсан Нурани           | 4:13         |

## Номинации и награды фильма
Фильму было присуждено несколько десятков номинаций и призов престижных индийских кинопремий и фестивалей, в частности, его отметили:
| Национальная кинопремия Индии (2008) - Приз в категории «Лучший фильм на тему семейного благополучия» (Аамир Хан) - Приз в категории «Лучший мужской закадровый вокал» (Шанкар Махадеван, песня «Maa») - Приз в категории «Лучшие слова к песням» (Прасун Джоши) Filmfare Awards (2008) - Номинация в категории «Лучший актёр по выбору аудитории» (Даршил Сафари) - Номинация в категории «Лучший актёр второго плана» (Аамир Хан) - Номинация в категории «Лучшая актриса второго плана» (Тиска Чопра) - Приз в категории «Лучший фильм» (Аамир Хан) - Приз в категории «Лучшая режиссура» (Аамир Хан) - Приз в категории «Лучший сценарий» (Амоле Гупте) - Приз в категории «Лучшее исполнение роли по выбору критиков» (Даршил Сафари) - Приз в категории «Лучшие слова к песням» (Прасун Джоши) Screen Awards (2008) - Номинация в категории «Лучший фильм» (Аамир Хан) - Номинация в категории «Лучшие слова к песне» (Прасун Джоши, за песню «Taare Zameen Par») - Номинация в категории «Лучшая музыка к фильму» (Шанкар-Эхсан-Лой) - Номинация в категории «Лучший мужской закадровый вокал» (Шанкар Махадеван, за песни «Maa» и «Taare Zameen Par») - Номинация в категории «Лучший сценарий» (Амоле Гупте) - Номинация в категории «Лучшие спецэффекты» (Тата Элкси) - Номинация в категории «Лучший актёр второго плана» (Випин Шарма) - Номинация в категории «Лучшая актриса второго плана» (Тиска Чопра) - Приз в категории «Лучшая режиссура» (Аамир Хан) (поделено с Шимитом Амином за фильм «Chak De India») - Приз в категории «Лучший режиссёрский дебют» (Аамир Хан) - Приз в категории «Лучший актёр второго плана» (Аамир Хан) - Приз в категории «Лучший ребёнок-актёр» (Даршил Сафари) - Приз в категории «Лучший сценарий» (Амоле Гупте) - Приз в категории «Лучшие диалоги» (Амоле Гупте) - Приз в категории «Лучшие слова к песне» (Прасун Джоши, за песню «Maa») | Zee Cine Awards (2008) - Приз в категории «Лучшая режиссура» (Аамир Хан) - Приз в категории «Самый многообещающий режиссёр (режиссёрский дебют)» (Аамир Хан) - Приз в категории «Лучшие слова к песне» (Прасун Джоши, песня «Maa») - Приз в категории «Лучший актёр по выбору критиков» (Даршил Сафари) - Приз в категории «Лучший дебют (ребёнок-актёр)» (Даршил Сафари) - Приз в категории «Лучший сценарий» (Амоле Гупте) Премия гильдии кино- и телепродюсеров Апсары (2008) - Номинация в категории «Лучший актёр» (Даршил Сафари) - Номинация в категории «Лучшая музыка к фильму» (Шанкар-Эхсан-Лой) - Приз в категории «Лучший фильм» (Аамир Хан, как продюсер фильма) - Приз в категории «Лучшая режиссура» (Аамир Хан) - Приз в категории «Лучшая литературная основа фильма» (Амоле Гупте) - Приз в категории «Лучший сценарий» (Амоле Гупте) - Приз в категории «Лучшие слова к песням» (Прасун Джоши) - Приз в категории «Лучший мужской закадровый вокал» (Шанкар Махадеван) - Приз в категории «Лучшие спецэффекты» (Ваибхав Кумареш, Дхимант Вайяс) Премия имени В. Шантарама (2008) - Приз в категории «Лучший фильм» - Приз в категории «Лучшая режиссура» (Аамир Хан) - Приз в категории «Лучший актёр в ведущей роли» (Даршил Сафари) - Приз в категории «Лучший сценарий» (Амоле Гупте) Премия имени Голлапуди Шриниваса (2008) (за выдающийся режиссёрский дебют) Международный кинофестиваль в Мумбаи (2009) - Номинация в категории «Лучший фильм» (Аамир Хан) |

Кроме этого, фильм был официально выдвинут Кинематографической федерацией Индии в качестве номинации от страны на премию Американской киноакадемии («Оскар») за лучший фильм на иностранном языке. Картина не вошла в шорт-лист номинации, однако само это вызвало обсуждения в СМИ и среди критиков на тему, что мешает индийским фильмам в этом преуспеть.
«Звёздочки на земле» являются одним из немногих индийских фильмов, входящих в список 250 лучших фильмов по версии IMDb, занимая там на конец 2021 года 88-ю позицию (остальные — «Возвращение на Родину» Ашутоша Говарикера, «Цвет шафрана» Ракеша Мехры, «Три идиота» Раджкумара Хиран и «Дангал» Нитеша Тивари).
Впоследствии, в дополнение к кинонаградам, фильм неоднократно показывался на фестивалях различного уровня, включая фестивали индийского кино за пределами Индии; только в России подобные показы проходили в Архангельске, Курске, Москве и Санкт-Петербурге, Сыктывкаре и других городах.